# Charles-Adolphe Wurtz
Charles-Adolphe Wurtz (Wolfisheim kod Strasbourga, 26. studenoga 1817. – Pariz, 10. svibnja 1884.) je bio francuski kemičar iz Elzasa.  Upamćen je po desetljećima dugom zalaganju za atomsku teoriju i za ideje o strukturi kemijskih spojeva, nasuprot mišljenjima skeptičara među kemičarima poput Marcellina Berthelota i Étiennea Henrija Sainte-Claire Devillea. Organskoj kemiji poznat je po Wurtzovoj reakciji, stvaranju ugljično-ugljične sveze reakcijom alkilnih halida s natrijem, te po otkrićima etilamina, etilen-glikola i aldolskoj reakciji. Wurtz je također bio utjecajni pisac i obrazovatelj.
U čast Wurtzu nazvan je mineral wurtzit.
Za znanstveni rad dobio je Copleyevu medalju 1881. godine. Njegovo ime nalazi se na listi 72 znanstvenika ugraviranih na Eifellovom tornju.

## Vanjske poveznice
- Izvješće Charles-Adolphea Wurtza na kongresu u Karlsruheu (1860.)
- The Atomic Theory, autor A. Wurtz (1881) New York: Appleton and Company (skenirani primjerak)
- Elements of Modern Chemistry, autor A. Wurtz (1899) Philadelphia: Lippincott and Company (skenirani primjerak 3. američkog izdanja, prijevod W. H. Greene)
- "Wurtz, Charles Adolphe". New International Encyclopedia. 1905.